# AllofMP3.com
AllofMP3（オールオブエムピースリー）は、メディアサービス社が運営している音楽配信サイトである。ロシアの法律で運営されている。
著作権料未払いとしてイギリスの音楽団体英国レコード産業協会が2006年6月に提訴する予定である。